# Juri Georgijewitsch Paramoschkin
Juri Georgijewitsch Paramoschkin (russisch Юрий Георгиевич Парамошкин; * 3. November 1937 in Elektrostal, Russische SFSR) ist ein ehemaliger sowjetischer Eishockeyspieler.

## Karriere
1954 begann Paramoschkin seine Karriere beim DK K. Marxa Elektrostal. 1956 wechselte er zum Armeesportklub SKA MWO Kalinin, um seinen Militärdienst abzuleisten. Von 1964 bis 1967 spielte der Center für Dynamo Moskau und wurde 1961 Torschützenkönig der sowjetischen Liga. Anschließend kehrte er zu Kristall Elektrostal zurück. In der Saison 1972/73 betreute er seine Mannschaft als Trainer. Insgesamt absolvierte Paramoschkin 250 Spiele in der sowjetischen Liga und erzielte dabei 186 Tore, davon 109 Spiele und 63 Tore für Dynamo Moskau. 
Für die sowjetische Eishockeynationalmannschaft nahm er an der Weltmeisterschaft 1963 teil und gewann mit seinem Team die Goldmedaille. 1991 wurde er als Verdienter Meister des Sports ausgezeichnet.